# 小矢部市立石動小学校
小矢部市立石動小学校 （おやべしりつ いするぎしょうがっこう）は、富山県小矢部市にある公立小学校。

## 沿革
個別に出典が掲載されていない箇所の出典→
- 1965年4月1日 - （旧）小矢部市立石動小学校、小矢部市立埴生小学校、小矢部市立安楽寺小学校の3校を統合し発足。各地区校を教場として発足。
- 1966年
  - 8月10日 - 校舎の落成式[3]。
  - 10月22日 - 開校式典挙行（同年11月1日入校式）。
- 1967年
  - 5月30日 - 校内テレビ放送施設完成。
  - 11月15日 - 校歌制定。
- 1969年5月27日 - 昭和天皇、香淳皇后が行幸啓[4]。
- 1971年
  - 4月1日 - 小矢部市立石動幼稚園を本校内に設置（1977年9月1日独立）。
  - 7月15日 - 水泳プール完成。
- 1973年
  - 3月20日 - 卒業記念"希望の塔"の除幕と贈呈式を挙行。
  - 11月2日 - 児童交通公園設置。校地の一部を庭園化、記念碑（創造）の建立。
- 1977年9月1日 - 給食センター完成により給食センター給食を実施。
- 1978年9月1日 - グラウンドに遊具完成、遊歩道設置。
- 1980年
  - 6月7日 - みどりの農園植付。
  - 6月24日 - グラウンド夜間照明施設完成。
  - 12月10日 - 給食調理棟を機械棟に増改築（地下の暖房機、配電機を地上に設置）。
- 1982年2月8日 - 給食用リフト完成。
- 1984年11月25日 - 冒険の国（アスレチック）をPTAで建設。
- 1986年10月19日 - 通用門（アーチ）完成。
- 2014年3月28日 - 新校舎の落成式[5]。

## 通学区域
石動（一部を除く）、埴生、南谷の3地区から児童が通学している。
城山町、観音町、西町、石動町、八和町、中央町、本町、泉町、畠中町の一部、新富町、小矢部町、今石動町一丁目の一部、上野本、小矢部、今石動町、後谷、安楽寺、道坪野、峯坪野、谷坪野、論田、峠、岩尾滝、荒間、千石、嘉例谷、野端、綾子、埴生、蓮沼、石坂、道林寺、長、メルヘンランド

## 進学先
- 小矢部市立石動中学校

## 周辺
- 富山県立石動高等学校

## 著名な出身者
- 中村外二（数寄屋大工）
- 古村孝志（地震学者）
- 本多純平（バスケットボール選手、バンビシャス奈良）